# 西藏栎
西藏栎（学名：Quercus lodicosa）为壳斗科栎属的植物。分布于缅甸以及中国大陆的西藏等地，生长于海拔1,800米至2,400米的地区，常生于山地林中，目前尚未由人工引种栽培。